# Kaiser Chiefs
Kaiser Chiefs é uma banda britânica de indie rock formada em 2003, em Leeds.

## História
Antes de 2003, os membros da banda eram integrantes da banda de rock de garagem Parva, formada em 1997. Após o término de sua gravadora, a banda voltou às origens e adotou um som indie, ajudando-os a atingir popularidade no Reino Unido e posteriormente internacionalmente. Os membros da banda são torcedores do Leeds United, e resolveram mudar nome da banda inspirando-se no primeiro clube do então capitão do Leeds Lucas Radebe (Kaizer Chiefs Football Club).
O single de estreia, "Oh My God", foi lançado pela Drowned In Sound Records em maio de 2004 e esgotou as vendas em três dias, levando a banda à 66ª posição nas paradas de singles do Reino Unido. Apesar disso, foi o lançamento do segundo single "I Predict a Riot" que levou o grupo às mídias nacional e internacional, atingindo a 22ª posição da mesma parada em novembro.
Em 18 de fevereiro de 2005, a banda fez a apresentação de abertura do NME Awards. Uma nova e mais profissional gravação de "Oh My God" foi lançada em fevereiro, que atingiu a sexta posição. Seu álbum de estréia Employment foi lançado em 7 de março de 2005.
O DVD de Employment foi lançado em novembro de 2005, baseado em um documentário sobre a banda narrado por Bill Nighy. Também inclui os vídeos promocionais do álbum "Employment" e apresentações ao vivo.
No dia 26 de fevereiro de 2007 foi lançado o novo álbum do Kaiser Chiefs, intitulado Yours Truly, Angry Mob. Ele traz 13 novas faixas, algumas das quais já haviam sido tocadas ao vivo em shows da banda. O primeiro single é "Ruby", cujo vídeo promocional foi filmado pouco antes do Natal de 2006 e já pode ser visto na internet e televisão. No mesmo ano a faixa "Thank You Very Much" foi escolhida e usada como tema de abertura do jogo PES 2008 da Konami.
O terceiro álbum, intitulado Off with Their Heads foi lançado dia 20 de outubro de 2008. O single "Never Miss A Beat" foi lançado dia 06 do mesmo mês. Em novembro vieram ao Brasil, se apresentaram em São Paulo no Planeta Terra Festival como uma das atrações principais. Um fato curioso, o tecladista Nick "Peanut" Baines teve de ser operado às pressas assim que desembarcou em São Paulo, devido a uma crise de apendicite e tocou junto com a banda acompanhado de perto por um médico e um enfermeiro.
Em 2009, a banda abriu alguns shows do Green Day nos Estados Unidos e do U2, na Europa.
No dia 2 de junho de 2011, a banda lançou o seu quarto álbum de uma maneira inovadora. The Future Is Medieval, traz uma proposta onde o fã pode montar o álbum a sua escolha. Foram divulgadas parcialmente vinte músicas, onde o ouvinte pode escolher dez, colocar na ordem que preferir e montar a capa com elementos representativos de cada faixa escolhida. O CD pronto seria então colocado a venda, junto de várias outras versões de outros fãs. A cada venda, o "produtor" do álbum ganha um euro. O primeiro single do álbum, chamado "Little Shocks", foi lançado no final de maio de 2011. Em seguida vieram "Man On Mars" e "Kinda Girl You Are". Em 16 de Março de 2012, a banda lança Start The Revolution Without Me, uma versão de The Future Is Medieval para a América do Norte, que vinha junto com o single "On The Run". Em 4 de Junho do mesmo ano, eles lançaram a coletânea Souvenir: The Singles 2004–2012, o primeiro álbum dos melhores êxitos. Nele continha o single inédito "Listen to Your Head".

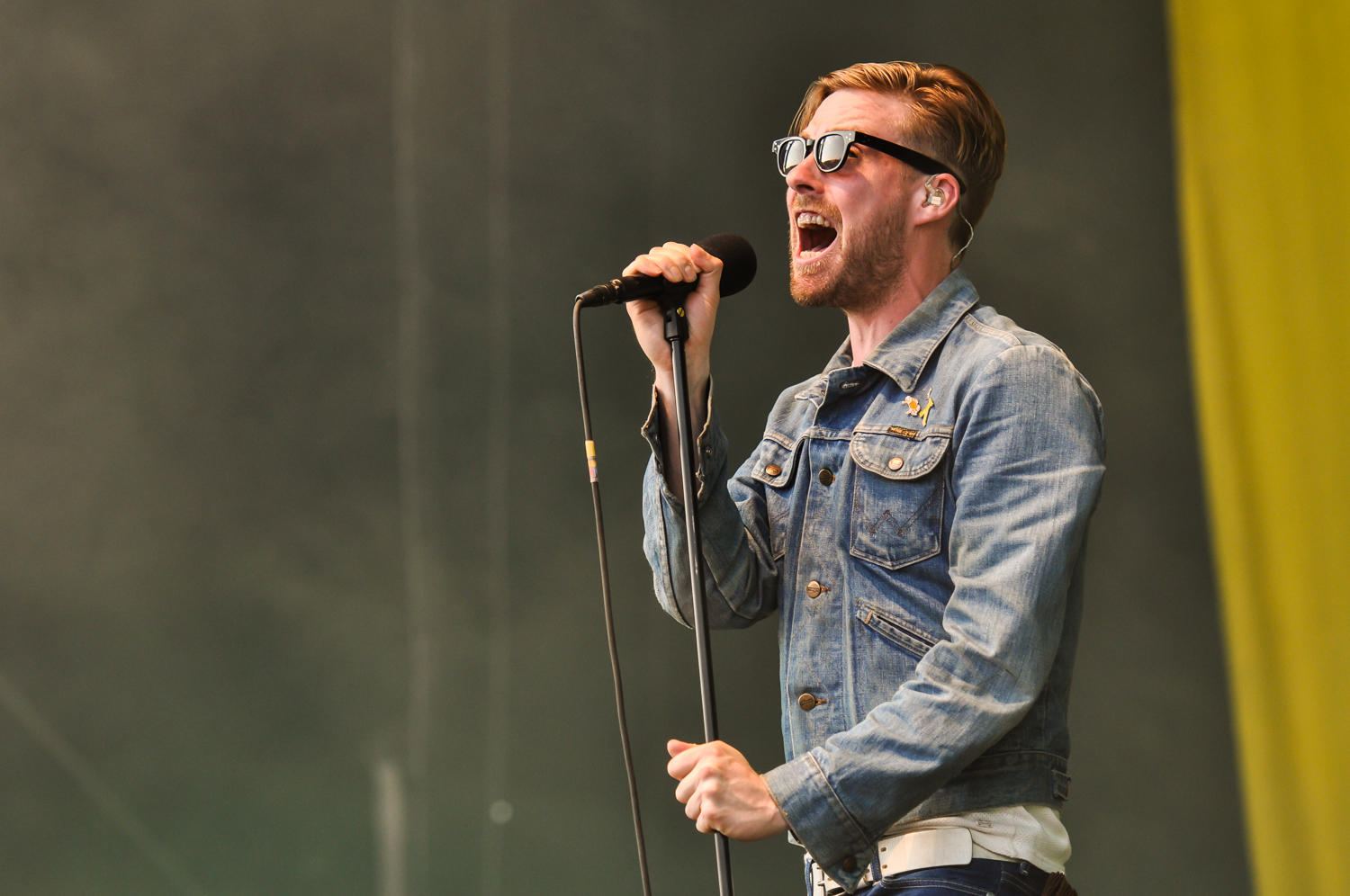
Ricky Wilson, vocalista da banda, se apresentando em 2013.

No dia 4 de dezembro de 2012, o baterista do grupo, Nick Hodgson, revelou via Twitter que deixou a banda para seguir outros projetos particulares.
No dia 7 de Fevereiro de 2013, é anunciado que Vijay Mistry, da banda Club Smith, vai se juntar aos Kaiser Chiefs como novo baterista na turnê europeia e projetos futuros da banda. No dia 26 de Novembro de 2013, foi anunciado o título do quinto álbum da banda: Education, Education, Education & War, com todas as músicas tocadas durante a turnê de 2013, além de novas composições. O disco foi lançado oficialmente no fim de março de 2014.
Em 7 de outubro de 2016, a banda lançou seu sexto álbum de estúdio, Stay Together.

## Integrantes
- Ricky Wilson- vocal
- Andrew Whitey White - guitarra
- Simon Rix - baixo
- Nick Peanut Baines - teclado e sintetizador
- Vijay Mistry - bateria e percussão

Ex-membros
- Nick Hodgson - bateria e backing vocal.

## Discografia

### Álbuns de estúdio
| 2005                       | Employment - Lançamento: 7 de Março de 2005 - Gravadora: B-Unique - Formato: CD, download digital, LP                                                   | 2  | 60 | —  | 19 | 55 | 2  | 12 | —  | —  | 86 | - EU: 3× Platina             | - UK: 2 milhões              |
| 2007                       | Yours Truly, Angry Mob - Lançamento: 26 de Fevereiro de 2007 - Gravadora: B-Unique - Formato: CD, CD/DVD, download digital, LP                          | 1  | 9  | 5  | 2  | 6  | 2  | 1  | 39 | 11 | 45 | - UK: 2× Platina - AUS: Ouro | - UK: 880,000 - EUA: 124,718 |
| 2008                       | Off With Their Heads - Lançamento: 20 de Outubro de 2008 - Gravadora: B-Unique - Formato: CD, download digital                                          | 2  | 12 | 25 | 11 | 29 | 16 | 16 | 34 | 19 | 55 | - UK: Ouro                   | - UK: 290,000                |
| 2011                       | The Future Is Medieval - Lançamento: 03 de Junho de 2011 - Gravadora: Polydor, Universal Music Group - Formato: CD, download digital                    | 10 | 25 | —  | 34 | —  | —  | 40 | —  | 83 | —  |                              |                              |
| 2014                       | Education, Education, Education & War - Lançamento: 31 de Março de 2014 - Gravadora: Fiction, Caroline, Universal Music - Formato: CD, download digital | 1  | 65 | —  | 33 | 39 | —  | 37 | —  | 76 | —  | - UK: Ouro                   |                              |
| 2016                       | Stay Together - Lançamento: 7 de Outubro de 2016 - Gravadora: Caroline - Formato: CD, download digital                                                  | 4  | —  | —  | 89 | —  | —  | —  | —  | 88 | —  |                              |                              |
| 2019                       | Duck - Lançamento: 26 de Julho de 2019 - Gravadora: Polydor - Formato: CD, download digital                                                             | 3  | —  | —  | 90 | —  | —  | —  | —  | 40 | —  |                              |                              |
| "—" não chegou às tabelas. | |    |    |    |    |    |    |    |    |    |    |                              |                              |

## Singles
| Ano  | Canção                                       | Melhor posição | Melhor posição | Melhor posição | Melhor posição | Melhor posição | Melhor posição | Melhor posição | Melhor posição | Melhor posição | Melhor posição | Álbum                                 |
| Ano  | Canção                                       | UK             | AUS            | AUT            | BEL (Fla)      | ALE            | IRL            | HOL            | NZ             | SUI            | EUA Alt        | Álbum                                 |
| ---- | -------------------------------------------- | -------------- | -------------- | -------------- | -------------- | -------------- | -------------- | -------------- | -------------- | -------------- | -------------- | ------------------------------------- |
| 2004 | "Oh My God"                                  | 66             | —              | —              | —              | —              | —              | —              | —              | —              | —              | Employment                            |
| 2004 | "I Predict a Riot"                           | 22             | —              | —              | —              | —              | —              | —              | —              | —              | —              | Employment                            |
| 2005 | "Oh My God" (re-lançamento)                  | 6              | —              | —              | —              | —              | 27             | 82             | —              | —              | —              | Employment                            |
| 2005 | "Everyday I Love You Less and Less"          | 10             | —              | —              | —              | —              | —              | 52             | —              | —              | —              | Employment                            |
| 2005 | "I Predict a Riot" / "Sink That Ship"        | 9              | —              | —              | 67             | 79             | 25             | 74             | —              | —              | 34             | Employment                            |
| 2005 | "Modern Way"                                 | 11             | —              | —              | —              | —              | 47             | 89             | —              | —              | —              | Employment                            |
| 2005 | "You Can Have It All"                        | —              | —              | —              | —              | —              | —              | —              | —              | —              | —              | Employment                            |
| 2007 | "Ruby"                                       | 1              | —              | 14             | 5              | 11             | 5              | 7              | 29             | 13             | 14             | Yours Truly, Angry Mob                |
| 2007 | "Everything Is Average Nowadays"             | 19             | —              | —              | 67             | 99             | —              | 91             | —              | —              | —              | Yours Truly, Angry Mob                |
| 2007 | "The Angry Mob"                              | 22             | —              | —              | —              | —              | —              | —              | —              | —              | —              | Yours Truly, Angry Mob                |
| 2007 | "Love's Not a Competition (But I'm Winning)" | 112            | —              | —              | 60             | —              | —              | —              | —              | —              | —              | Yours Truly, Angry Mob                |
| 2008 | "Never Miss a Beat"                          | 5              | 47             | 65             | 42             | 76             | 49             | 74             | —              | —              | —              | Off with Their Heads                  |
| 2008 | "Good Days Bad Days"                         | 111            | —              | —              | 71             | —              | —              | —              | —              | —              | —              | Off with Their Heads                  |
| 2011 | "Little Shocks"                              | 179            | —              | —              | 63             | —              | —              | —              | —              | —              | —              | The Future Is Medieval                |
| 2011 | "Man on Mars"                                | —              | —              | —              | 96             | —              | —              | —              | —              | —              | —              | The Future Is Medieval                |
| 2011 | "Kinda Girl You Are"                         | —              | —              | —              | —              | —              | —              | —              | —              | —              | —              | The Future Is Medieval                |
| 2012 | "On the Run"                                 | —              | —              | —              | —              | —              | —              | —              | —              | —              | —              | Start the Revolution Without Me       |
| 2012 | "Listen to Your Head"                        | —              | —              | —              | 89             | —              | —              | —              | —              | —              | —              | Souvenir: The Singles 2004-2012       |
| 2014 | "Coming Home"                                | 31             | —              | —              | 60             | —              | 89             | —              | —              | —              | —              | Education, Education, Education & War |
| 2014 | "Meanwhile Up in Heaven"                     | —              | —              | —              | —              | —              | —              | —              | —              | —              | —              | Education, Education, Education & War |
| 2014 | "Ruffians on Parade"                         | —              | —              | —              | 67             | —              | —              | —              | —              | —              | —              | Education, Education, Education & War |
| 2014 | "My Life"                                    | —              | —              | —              | —              | —              | —              | —              | —              | —              | —              | Education, Education, Education & War |
| 2015 | "Falling Awake"                              | —              | —              | —              | —              | —              | —              | —              | —              | —              | —              | Sem álbum                             |
| 2016 | "Parachute"                                  | —              | —              | —              | —              | —              | —              | —              | —              | —              | —              | Stay Together                         |
| 2016 | "Hole in My Soul"                            | —              | —              | —              | —              | —              | —              | —              | —              | —              | —              | Stay Together                         |

### Lançamentos especiais e internacionais
- The Cribs/Kaiser Chiefs disco "7 (2005)
- "You Can Have It All" (edição limitada de Christmas 7", disponível apenas do site oficial do Kaiser Chiefs e limitado a 2000 vendas) (2005)
- Lap of Honour (EP apenas no Japão) (2006)

### Remixes
- Kaiser Chiefs e Boys Noize - "Everyday I Love You Less And Less" (Vinyl White label 2005)

### Compilações
- Music from the OC: Mix 5 (2005 · Warner Bros./Wea)
- Help! A Day In The Life - "I Heard It Through The Grapevine" (2005 · Independente)
- Souvenir: The Singles 2004-2012 (2012, Universal Records)

## Premiações
2005
- 2005 3voor12 (NL): Melhor Single - Oh My God [27]

2006
- Brit Awards 2006: Melhor performance Britânica de Rock
- Brit Awards 2006: Melhor performance Britânica ao vivo
- Brit Awards 2006: Grupo Britânico [28]
- NME Awards 2006: Melhor Álbum
- NME Awards 2006: Melhor Vestuário (para Ricky Wilson) [29]